# 巴西泛空航空
巴西泛空航空公司（葡萄牙語：Panair do Brasil S.A.，简称“Panair”）是巴西一家已结业的航空公司。巴西泛空航空成立于1929年10月22日，总部位于里约热内卢，于1945年至1965年期间，巴西泛空航空是巴西国内以至整个拉丁美洲规模最大的航空公司。1965年，由于公司严重负债，被迫宣布破产。
泛美航空于1930年至1961年期间曾经是巴西泛空航空的母公司。

## 参看
- 泛美航空